# Fundlift
Fundlift je první[zdroj?] investiční crowdfundingová platforma v České republice. Vznikla v roce 2015 jako společný projekt investiční skupiny Rockaway Capital a finanční skupiny Roklen. Investování probíhá prostřednictvím sesterské společnosti Fundliftu,[zdroj?] licencovaného subjektu Roklen360, a.s. Na Fundliftu je možné investovat do minibondů, investičních certifikátů i podílů ve společnostech. K 29.11.2021 na Fundliftu bylo úspěšně zafinancováno 72 společností, které zde celkem získaly přes 430 milionů Kč. Za následující 2 roky přibyly pouze dva projekty. K prosinci 2023 platforma nemá ani povolení poskytovatele služeb skupinového financování dle příslušného evropského nařízení.
Platforma pomáhá zprostředkovávat vyplácení výnosů investorům, ale v žádném případě je nezaručuje. Na začátku roku 2020 platforma zveřejnila informaci, že došlo k ukončení prvních deseti projektů. Z toho osm projektů bylo splaceno a u dvou se vyskytly problémy, kvůli kterým nebyly schopny dostát svým závazkům vůči investorům. Další statistiky úspěšnosti projektů platforma nezveřejnila. Počet problematických projektů stoupá.